# Matej Cvetanoski
Matej Cvetanoski (in macedone Матеј Цветаноски?; Skopje, 18 agosto 1997) è un calciatore macedone, attaccante dello Željezničar.

## Carriera

### Club
Il 1º luglio 2022 viene acquistato a titolo definitivo dalla squadra albanese del Partizani Tirana.

### Nazionale
Ha giocato nelle nazionali giovanili macedoni Under-19 ed Under-20.

## Statistiche

### Presenze e reti nei club
Statistiche aggiornate al 14 maggio 2023.
| Stagione               | Squadra                | Campionato             | Campionato | Campionato | Coppe nazionali | Coppe nazionali | Coppe nazionali | Coppe continentali | Coppe continentali | Coppe continentali | Altre coppe | Altre coppe | Altre coppe | Totale | Totale |
| Stagione               | Squadra                | Comp                   | Pres       | Reti       | Comp            | Pres            | Reti            | Comp               | Pres               | Reti               | Comp        | Pres        | Reti        | Pres   | Reti   |
| ---------------------- | ---------------------- | ---------------------- | ---------- | ---------- | --------------- | --------------- | --------------- | ------------------ | ------------------ | ------------------ | ----------- | ----------- | ----------- | ------ | ------ |
| 2015-2016              | Makedonija G.P.        | PL                     | 0          | 0          | CM              | 2               | 0               | -                  | -                  | -                  | -           | -           | -           | 2      | 0      |
| 2016-2017              | Makedonija G.P.        | PL                     | 32         | 2          | CM              | 0               | 0               | -                  | -                  | -                  | -           | -           | -           | 32     | 2      |
| Totale Makedonija G.P. | Totale Makedonija G.P. | Totale Makedonija G.P. | 32         | 2          |                 | 2               | 0               |                    | -                  | -                  |             | -           | -           | 34     | 2      |
| 2017-gen. 2018         | Pelister               | PL                     | 17         | 1          | CM              | 0               | 0               | UEL                | 2                  | 0                  | -           | -           | -           | 19     | 1      |
| gen.-giu. 2018         | Vardar                 | PL                     | 9          | 0          | CM              | 1               | 0               | -                  | -                  | -                  | -           | -           | -           | 10     | 0      |
| 2018-2019              | Vardar                 | PL                     | 28         | 2          | CM              | 0               | 0               | UEL                | 1                  | 0                  | -           | -           | -           | 29     | 2      |
| 2019-2020              | Vardar                 | PL                     | 22         | 3          | CM              | 0               | 0               | -                  | -                  | -                  | -           | -           | -           | 22     | 3      |
| 2020-gen. 2021         | Vardar                 | PL                     | 16         | 6          | CM              | 0               | 0               | -                  | -                  | -                  | -           | -           | -           | 16     | 6      |
| Totale Vardar          | Totale Vardar          | Totale Vardar          | 75         | 11         |                 | 1               | 0               |                    | 1                  | 0                  |             | -           | -           | 77     | 11     |
| gen.-giu. 2021         | Shkupi                 | PL                     | 14         | 2          | CM              | 0               | 0               | -                  | -                  | -                  | -           | -           | -           | 14     | 2      |
| 2021-gen. 2022         | Shkupi                 | PL                     | 14         | 5          | CM              | 1               | 0               | UECL               | 4                  | 0                  | -           | -           | -           | 19     | 5      |
| Totale Shkupi          | Totale Shkupi          | Totale Shkupi          | 28         | 7          |                 | 1               | 0               |                    | 4                  | 0                  |             | -           | -           | 33     | 7      |
| gen.-giu. 2022         | Gyirmót                | NB1                    | 10         | 0          | CU              | 0               | 0               | -                  | -                  | -                  | -           | -           | -           | 10     | 0      |
| 2022-gen. 2023         | Partizani Tirana       | KS                     | 8          | 0          | CA              | 1               | 0               | UECL               | 2                  | 0                  | -           | -           | -           | 11     | 0      |
| gen.-giu. 2023         | Brera Strumica         | PL                     | 6          | 0          | CM              | 0               | 0               | UECL               | -                  | -                  | -           | -           | -           | 6      | 0      |
| Totale carriera        | Totale carriera        | Totale carriera        | 176        | 21         |                 | 5               | 0               |                    | 9                  | 0                  |             | -           | -           | 190    | 21     |

## Palmarès

### Club

#### Competizioni nazionali
- Campionato macedone: 1

Vardar: 2019-2020